# Văn hóa ẩm thực

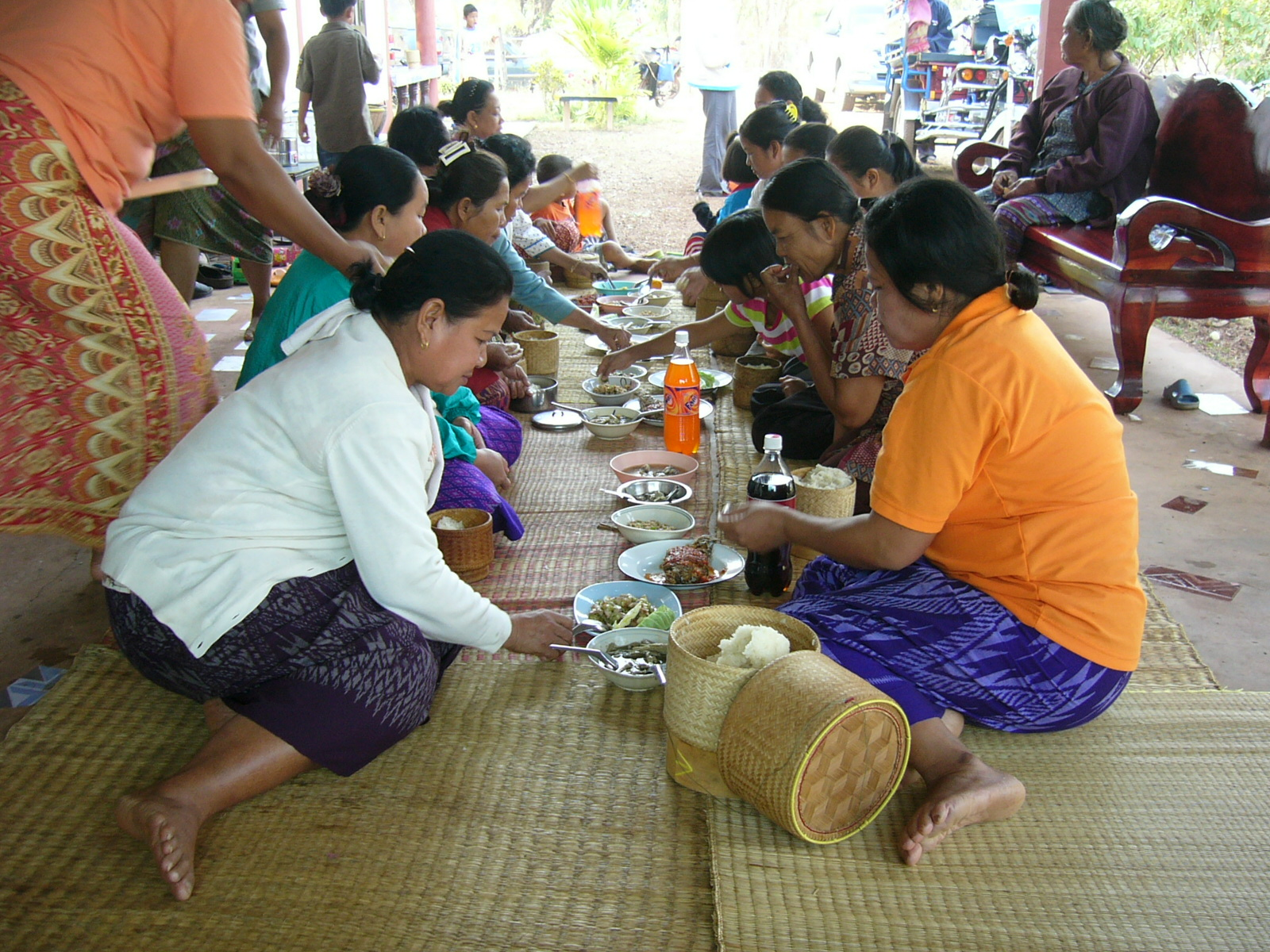
Văn hóa ẩm thực Thái: ngồi chồm hổm ăn ngon lành

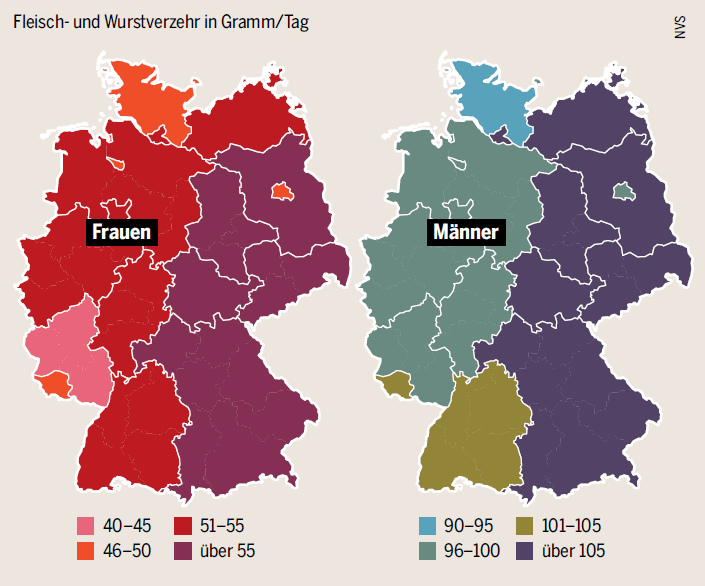
Khác biệt về văn hóa ăn uống về việc tiêu thụ thịt và xốt xịt giữa các bang và giới tính ở Đức (Nguồn: Fleischatlas/NVZ)

Văn hóa ẩm thực bao gồm toàn bộ môi trường văn hóa dinh dưỡng của con người, như cách trang trí và cách thức ăn uống, nghi thức và nghi lễ, thực phẩm như biểu tượng của sự tinh khiết hay tội lỗi, hoặc đặc sản khu vực và do đó nhận dạng văn hóa. Kể từ thời cổ đại, thực phẩm luôn luôn có liên hệ với địa vị xã hội, quyền lực chính trị và tôn giáo (xem thêm xã hội học dinh dưỡng).
Ngày nay, trong nhiều nền văn hóa, cái nhìn sâu sắc vào bối cảnh liên quan đến sức khỏe hơn là các quy tắc nhịn ăn xác định các nỗ lực ăn uống điều độ. Đồng thời, sự vội vã và do đó các món ăn làm sẵn và thức ăn nhanh chiếm ưu thế trong cuộc sống hàng ngày. Trong bối cảnh đó, lối sống này thường bị chỉ trích là đánh mất văn hóa thực phẩm. Bởi vì thường không có các bữa ăn cố định: chúng được thay thế bằng một số bữa "ăn vặt" phân bổ cả ngày.
Nghiên cứu khoa học về văn hóa ẩm thực được thực hiện bởi nghiên cứu thực phẩm theo văn hóa dân gian, lịch sử văn hóa và xã hội học dinh dưỡng.